# 张碧涌
张碧涌（1968年10月—），中华人民共和国政治人物，出生于山西，中国共产党籍。曾任中华人民共和国科学技术部党组成员，科技日报社社长。现任中共山西省委常委、宣传部部长。